# Attentato di via Giaffa
L'attentato di via Giaffa fu un attentato suicida avvenuto il 27 gennaio 2002, in cui Wafa Idris, un'attentatrice suicida palestinese di 28 anni, si fece esplodere nel centro di Gerusalemme, uccidendo una persona e ferendone circa 100 altre.

## L'attacco
Domenica 27 gennaio 2002, l'attentatrice suicida palestinese 28enne Wafa Idris, che lavorava per la Mezzaluna Rossa palestinese a Ramallah, riuscì ad attraversare il checkpoint di Qalandiya mentre guidava un'ambulanza e indossava l'uniforme dell'organizzazione. Portava con sé un ordigno da 22 libbre. Sebbene il piano originale fosse quello di consegnare l'esplosivo a una persona designata in Israele, Idris decise di compiere l'attentato da sola. Comunicò le proprie intenzioni al suo agente Abu Talal usando il suo telefono cellulare.
Idris portava la bomba in uno zaino, invece che legata al corpo. Si avvicinò a un negozio di scarpe situato in via Giaffa, nel centro di Gerusalemme, e fece esplodere l'ordigno vicino all'ingresso. Un israeliano di 81 anni perse la vita immediatamente e più di 100 persone rimasero ferite.